# Stripe
Stripe è un'azienda statunitense con sede a San Francisco in California e fondata il 29 settembre 2011.
Fornisce un'infrastruttura software che permette a privati e aziende di inviare e ricevere pagamenti via internet.

## Storia
Gli imprenditori irlandesi John e Patrick Collison hanno fondato Stripe nel 2010. Nel giugno 2010 Stripe ha ricevuto finanziamenti da Y Combinator, un acceleratore di start-up. Nel maggio 2011, Stripe ha ricevuto un investimento di 2 milioni di dollari dai venture capitalist Peter Thiel, Sequoia Capital e Andreessen Horowitz.
Nel febbraio 2012, Stripe ha ricevuto un investimento da 18 milioni di dollari, guidato da Sequoia Capital con una valutazione di 100 milioni di dollari. Stripe è stato lanciato pubblicamente nel settembre 2011 dopo un'estesa beta privata. Nel 2016, Stripe è stata valutata oltre 9 miliardi di dollari.
A settembre 2019, Stripe ha raccolto 250 milioni di dollari in un nuovo giro di finanziamento raggiungendo un valore aziendale di 35 miliardi di dollari.

## Prodotti e Servizi
Stripe fornisce la componente tecnica dei servizi di pagamento, frode e l'infrastruttura bancaria necessaria per operare sistemi di pagamento online.

### Logistica dei pagamenti
Stripe fornisce API che sviluppatori web possono utilizzare per integrare elaborazione dei pagamenti nei loro siti Web e applicazioni mobili.

### Atlas
Il 24 febbraio 2016, la società ha lanciato la piattaforma Atlas che consente alle startup di integrarsi più facilmente nell'universo dei pagamenti negli Stati Uniti. La piattaforma originariamente era stata lanciata come solo su invito.

### Issuing
Nel luglio 2018, Stripe ha avviato una piattaforma per le aziende che emettono carte di credito con circuito MasterCard e Visa, disponibili in versione beta privata.

### Terminal
Il 17 settembre 2018, Stripe ha annunciato una nuova soluzione per punti vendita chiamata Terminal, inizialmente lanciata come beta solo su invito. Il servizio offre un lettore di carta di pagamento fisico progettato per funzionare con Stripe.